# World Series Hockey
De World Series Hockey (WSH) was een professionele hockeycompetitie georganiseerd door Indian Hockey Federation (IHF) die in 2012 eenmalig werd georganiseerd. Omdat de Féderation Internationale de Hockey (FIH) niet de IHF, maar Hockey India als officiële Indiase hockeybond ziet, was het toernooi niet gesanctioneerd door de FIH. Vanwege het conflict tussen de twee Indiase hockeybonden werd de tweede editie van de World Series Hockey, die oorspronkelijk gepland was voor 2012–2013 voor onbepaalde tijd uitgesteld. Hockey India organiseerde vervolgens een toernooi met een vergelijkbare opzet, de Hockey India League die wel internationaal werd gesanctioneerd. De televisie-uitzendingen trokken in India miljoenen kijkers.

## Opzet
Een achttal franchiseteams uit India koos in een draftsysteem een selectie van Indiase en buitenlandse hockeyers. Hierna speelden deze teams een competitie tegen elkaar gevolgd door play-offs. Tijdens het toernooi waren enkele alternatieve hockeyregels van kracht. De eerste, en tot nu toe enige, editie vond plaats van februari tot en met april 2012.
Verscheidene Nederlandse hockeyers, waaronder Andrew Eversden, Steven Faaij, Roderik Huber, Martijn de Jager, Melchior Looijen, Jesse Mahieu, wilden meedoen aan de World Series Hockey en waren bij een team ingedeeld. De Koninklijke Nederlandse Hockeybond wilde niet dat Nederlandse spelers, coaches en arbiters meededen en stond het niet toe. De WSH werd verplaatst waardoor het onmogelijk werd voor de Nederlandse spelers om alsnog mee te doen.

## Geschiedenis
| Datum                    | Aantal teams | Winnaar       | Score | Verliezend finalist |
| ------------------------ | ------------ | ------------- | ----- | ------------------- |
| 29 februari–2 april 2012 | 8            | Sher-e-Punjab | 5–2   | Pune Strykers       |

## Teams
| Team              | Stadion                      | Capaciteit | Stad                   | Hoofdcoach         | Aanvoerder      | Kleuren             | Deelnames | Beste prestatie |
| ----------------- | ---------------------------- | ---------- | ---------------------- | ------------------ | --------------- | ------------------- | --------- | --------------- |
| Sher-e-Punjab     | Surjeet Hockey Stadium       | 7.000      | Jalandhar, Punjab      | Rajinder Singh Jr. | Prabhjot Singh  | Donkerblauw-Wit     | 2012      | 1e              |
| Pune Strykers     | PCMC Hockey Stadium          | 5.000      | Pune, Maharashtra      | Gundeep Singh      | Ken Pereira     | Donkerrood-Turkoois | 2012      | 2e              |
| Chandigarh Comets | Sector 42 Stadium            | 20.000     | Chandigarh, Punjab     | Harendra Singh     | Rehan Butt      | Blauw-Wit           | 2012      | 3e              |
| Karnataka Lions   | Bangalore Hockey Stadium     | 7.000      | Bangalore, Karnataka   | Jude Felix         | Arjun Halappa   | Geel-Wit            | 2012      | 3e              |
| Delhi Wizards     | Dhyan Chand National Stadium | 20.000     | New Delhi, Delhi NCT   | Darryl d'Souza     | Shakeel Abbasi  | Rood                | 2012      | 5e              |
| Chennai Cheetahs  | Mayor Radhakrishnan Stadium  | 8.670      | Chennai, Tamil Nadu    | José Brasa         | Brent Livermore | Paars-Grijs         | 2012      | 6e              |
| Bhopal Badshahs   | Aishbagh Stadium             | 10.000     | Bhopal, Madhya Pradesh | Vasudevan Baskaran | Sameer Dad      | Groen-Wit           | 2012      | 7e              |
| Mumbai Marines    | Mahindra Hockey Stadium      | 8.250      | Mumbai, Maharashtra    | Andrew Meredith    | Adrian D'Souza  | Oranje-Wit          | 2012      | 8e              |